# Мост Сикста
Мост Си́кста (итал. Ponte Sisto, лат. Pons Sixti) — пешеходный мост в центре Рима, соединяющий берега Тибра. Мост пролегает от улицы Петтинари в районе Регола до площади Трилусса в районе Трастевере. Мост построен по распоряжению папы Сикста IV между 1473 и 1479 годами вместо древнеримского моста. Также известен как мост Агриппы (ponte di Agrippa), мост Аврелия (ponte Aurelio), мост Антонино (ponte di Antonino), мост Валентиниано (ponte di Valentiniano).

## История
Первый мост был построен Агриппой, другом и зятем императора Октавиана Августа перед его смертью в 12 году до н. э., вероятно, чтобы соединить свои владения на противоположных берегах Тибра. О существовании этого моста свидетельствует надпись на «камне магистратов» (cippo dei magistrati), ответственных за судоходство на Тибре (curatores Tiberis), обнаруженная в 1887 году. В надписи говорится о работах на мосту во времена императора Клавдия. Первоначально этот мост был идентифицирован с остатками пилонов, видимых в реке ниже по течению от моста Сикста, которые, вероятно, относятся к более позднему укреплению реки. 
Фрагмент другой надписи, обнаруженный в 1938 году, повествующий о реставрации моста Агриппы при императоре Антонине Пие (138—161; лат. Titus Aurelius Antoninus Pius, итал.  Aurelio Antonino Pio) позволил идентифицировать его с «мостом Аурелио» или «мостом Антонино». Из-за положения моста, ведущего к Яникульскому холму, сокращённо «Джаниколо» (итал. Gianicolo), он получил ещё одно название: «Понте Джаниколенсе» (итал. ponte Gianicolense).
Мост подвергся обширной реставрации в 366—367 годах при императорах Валенте и Валентиниане I, префектом города (praefectus urbis) Лучио Аурелио Авианио Симмако, и получил новые названия: «Мост Аурелио» (лат. pons Aurelius ) и «Мост Валентиниано» (лат. pons Valentiniani). Мост в то время имел триумфальную арку, увенчанную большими бронзовыми статуями на левом берегу. Остатки столбов балюстрады с дарственными надписями, арки и скульптур, украшавших мост, были найдены в Тибре в 1878 и 1892 годах и хранятся в Национальном римском музее.
Мост Антония был частично разрушен наводнением в 772 году. Указание восстановить мост в этом месте дал папа римский Сикст IV. Работами по сообщению Дж. Вазари (но не подтверждённому документально) руководил архитектор Баччо Понтелли. Новый мост был построен в 1473—1479 годах. Мост имеет четыре арки и круглое отверстие («окулус») на центральной опоре для снижения давления воды в случае наводнения. Уровень воды, поднявшийся до «окулуса» моста Систо, считался признаком наводнения.
При папе Пии IV в 1567 году были проведены первые реставрации моста. Работа была поручена Дж. Виньоле, а затем Маттео ди Кастелло. После ущерба, нанесенного наводнением в 1598 году при Папе Клименте VIII, были проведены новые реставрации тротуара и парапетов.
В 1875 году мост предлагалось снести, но в 1877 году вместо этого его расширили с новыми парапетами и навесными тротуарами из чугуна, опирающимися на кронштейны. Реставрация к Великому юбилею Католической церкви 2000 года освободила мост от надстроек XIX века.

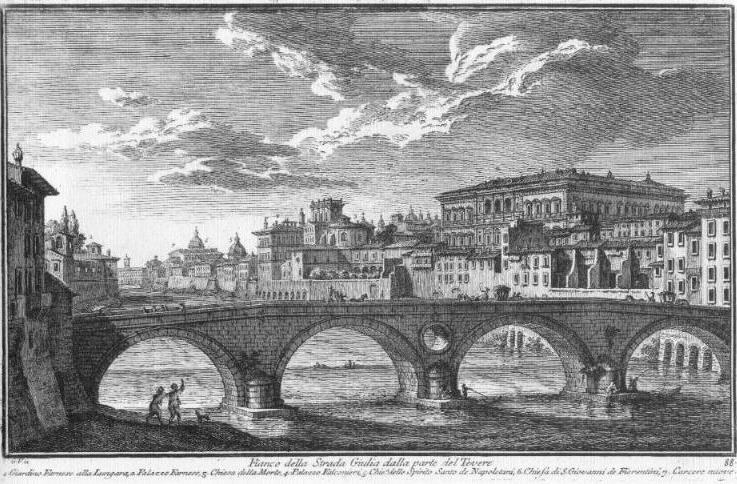
Дж. Вази. Вид с Тибра на улицу Юлия. 1754. Офорт.
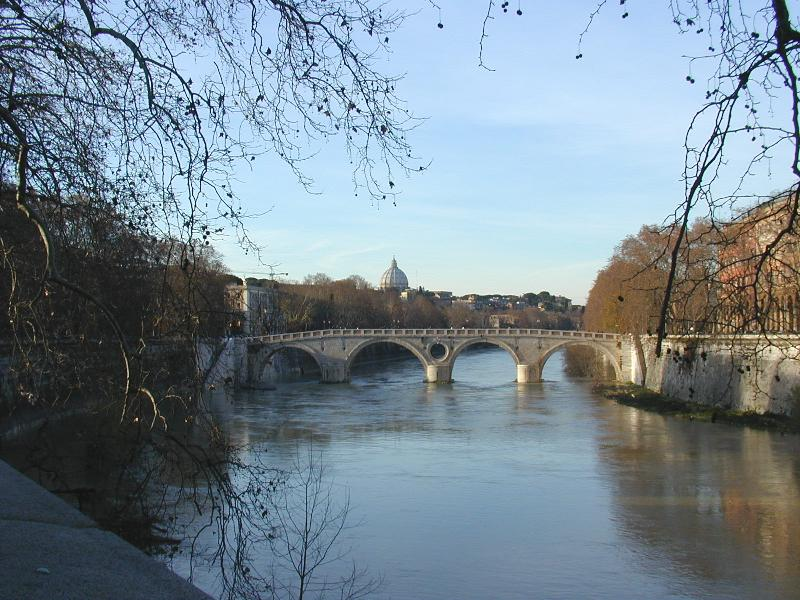
Панорама Тибра с мостом Сикста
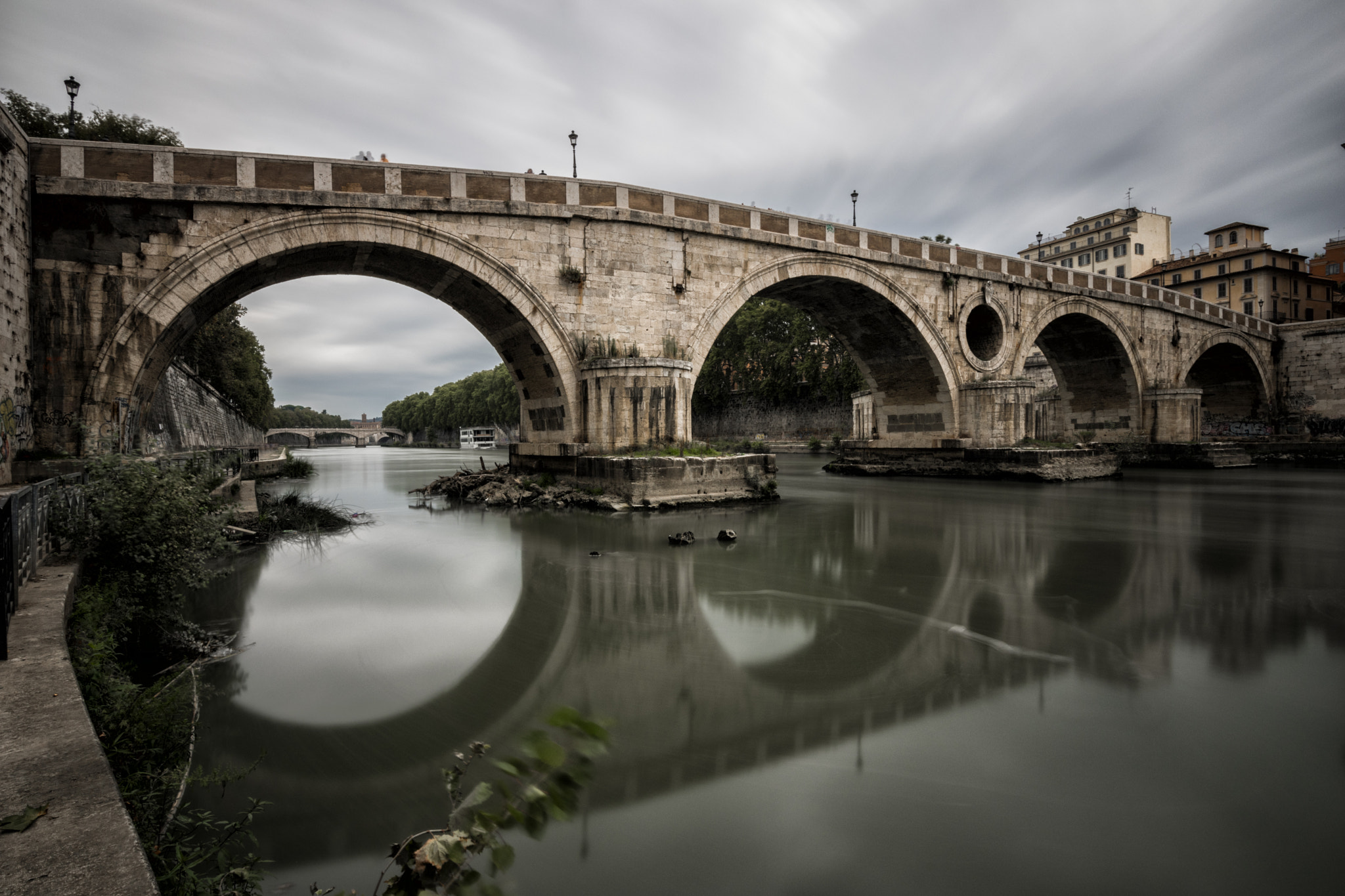
Отражения моста
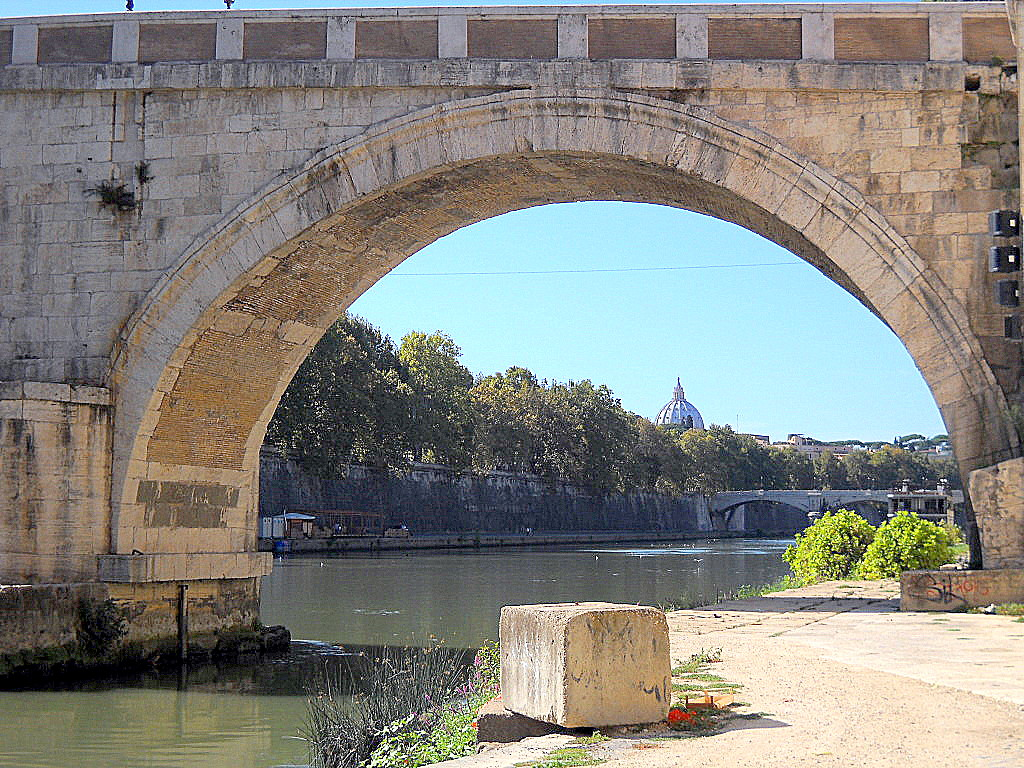
Арка моста